# Șieu-Odorhei
Șieu-Odorhei (Hongaars: Sajóudvarhely) is een Roemeense gemeente in het district Bistrița-Năsăud.
Șieu-Odorhei telt 2609 inwoners.
De gemeente bestaat uit de dorpen:
- Agrișu de Jos (Alsóegres)
- Agrișu de Sus (Felsőegres)
- Bretea (Breit (Duits) of Magyarberéte)
- Coasta (Sajókiskeresztúr)
- Cristur-Șieu (Oberkreuz of Bethlenkeresztúr)
- Șieu-Odorhei (Dienesdorf of Sajóudvarhely)
- Șirioara (Sajósárvár)

## Demografie
Tijdens de volkstelling van 2011 waren er twee kernen met een Hongaarse bevolking:
- Bretea / Magyarberéte 176 inwoners, 40 Roemenen en 135 Hongaren (76,7%)
- Şieu-Odorhei / Sajóudvarhely 686 inwoners, 610 Roemenen en 47 Hongaren (6,9%)